# XB–70 Valkyrie
Az XB–70 Valkyrie szuperszonikus nehézbombázó repülőgép, melyet az Amerikai Egyesült Államokban terveztek. Igen nagy, a hangsebesség háromszorosát meghaladó repülési sebessége és magassága védettséget jelentett a légvédelemmel szemben. A repülőgép hajtóműve és több, fontos alkatrésze megegyezett az XF–108 Rapier vadászgépével, de ennek már prototípusát sem építették meg. A félszárnyak külső fele 65°-ban lehajtható volt, ez javította a gép iránytartását, azaz függőleges vezérsíkként működött, amellett megnövelte a szárnyak által termelt felhajtóerőt, így a Valkyrie volt a világon a legjobb felhajtóerő-légellenállás aránnyal rendelkező szuperszonikus repülőgép (néhány vitorlázógép ebből a szempontból jobb). 
Az interkontinentális ballisztikus rakéták elterjedése miatt a bombázó repülőgépek veszítettek fontosságukból, Francis Gary Powers U–2-esének lelövése után pedig megkérdőjeleződött a nagy sebességű bombázók életképessége, ezért a repüléseket csak mint a szuperszonikus utasszállító repülőgépek fejlesztéséhez szolgáló SST program kísérleteit folytatták. 1966. június 8-án a második prototípus, miközben vadászgépekkel repült kötelékben, összeütközött egy F–104 Starfighterrel és lezuhant. Az első prototípus, amelyen több, a lezuhant második prototípuson már megoldott probléma kijavítatlan volt, még 33 kísérleti repülést végzett, 2,5 Mach-ra korlátozott sebességgel, mielőtt leállították. A repülőgép építésének hírére állították rendszerbe a Szovjetunióban a MiG–25-ös vadászrepülőgépeket.

## Külső hivatkozások
- A FAS.org oldala a gépről
- The North American XB-70 Valkyrie – Az Air Vectors típusismertetője
- North American B-70 Valkyrie[halott link] – Festésminták a WINGS PALETTE Archiválva 2007. augusztus 30-i dátummal a Wayback Machine-ben oldalán
- Az Élenjáró haditechnika blog ismertetője a típus történetéről, 1. rész